# Nordre Follo prosteri

Prosterier i Borgs stift. Det lila området på kartan är Nordre Follo prosteri.

Nordre Follo prosteri (norska: Nordre Follo prosti) är ett kontrakt (prosteri, norska: prosti) i Borgs stift inom Norska kyrkan. Kontraktet omfattar kommunerna Enebakk och Nordre Follo i Akershus fylke i sydöstra Norge.
Namnet syftar på att kontraktet omfattar kommuner i den norra delen av landskapet Follo.

## Socknar
Nordre Follo prosteri består av åtta socknar (norska: sokn eller sogn):
- Enebakks socken
- Greveruds socken
- Kolbotns socken
- Kråkstads socken
- Langhus socken
- Oppegårds socken
- Siggeruds socken
- Ski socken